# Pintura alemana del Museo del Prado

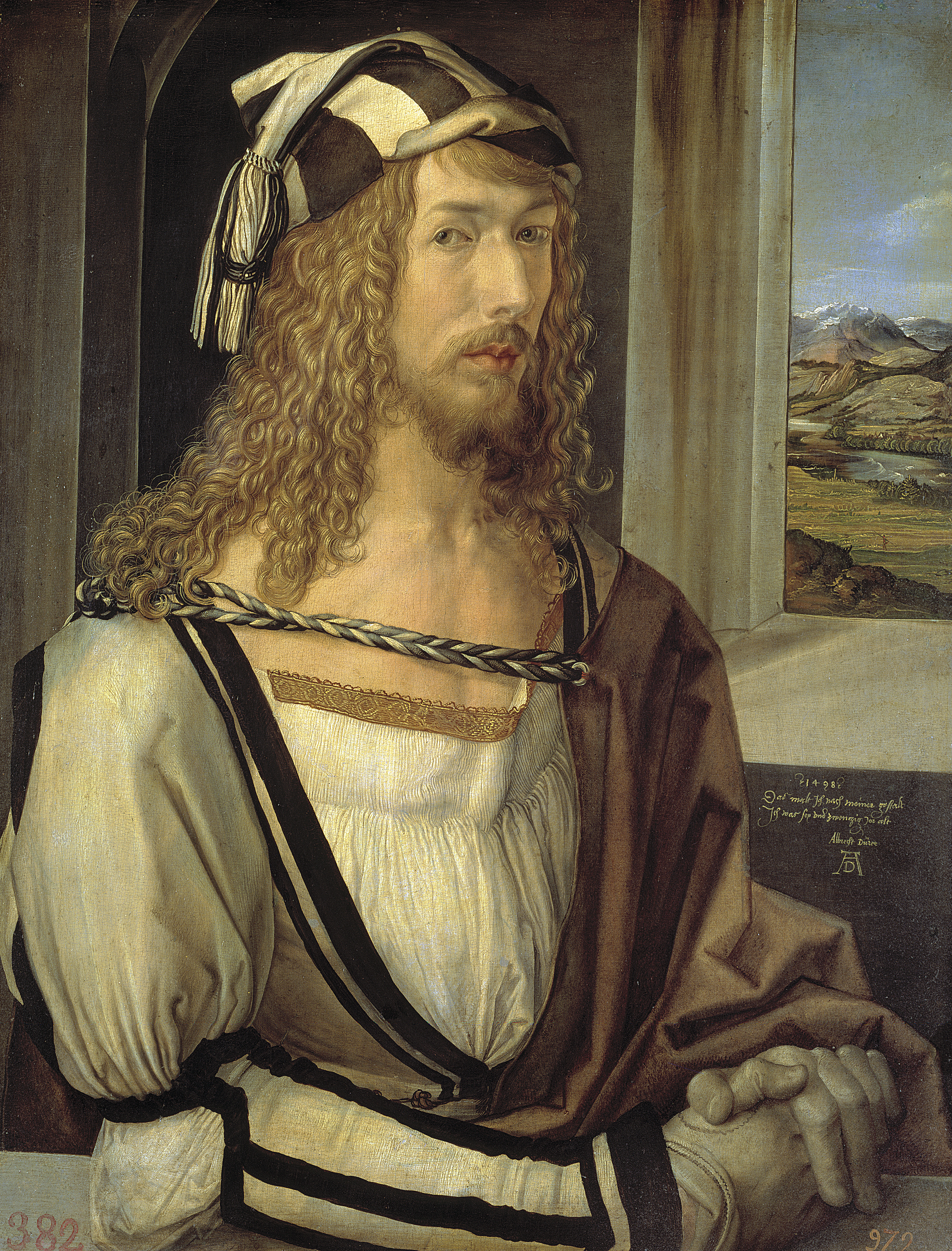
Autorretrato de Albrecht Dürer, Durero, 1498.

Pocas son las obras alemanas conservadas en el Prado e históricamente en España en general. A pesar de la íntima relación de los Habsburgos españoles con el Sacro Imperio Romano Germánico, la mayoría de los monarcas hispanos y del resto de coleccionistas del país se decantó por otro tipo de pintura. Tan solo es destacable numéricamente la colección del Museo Thyssen-Bornemisza, formada por una saga de origen alemán y adquirida ya en la década de 1990. 

## Historia

### Renacimiento

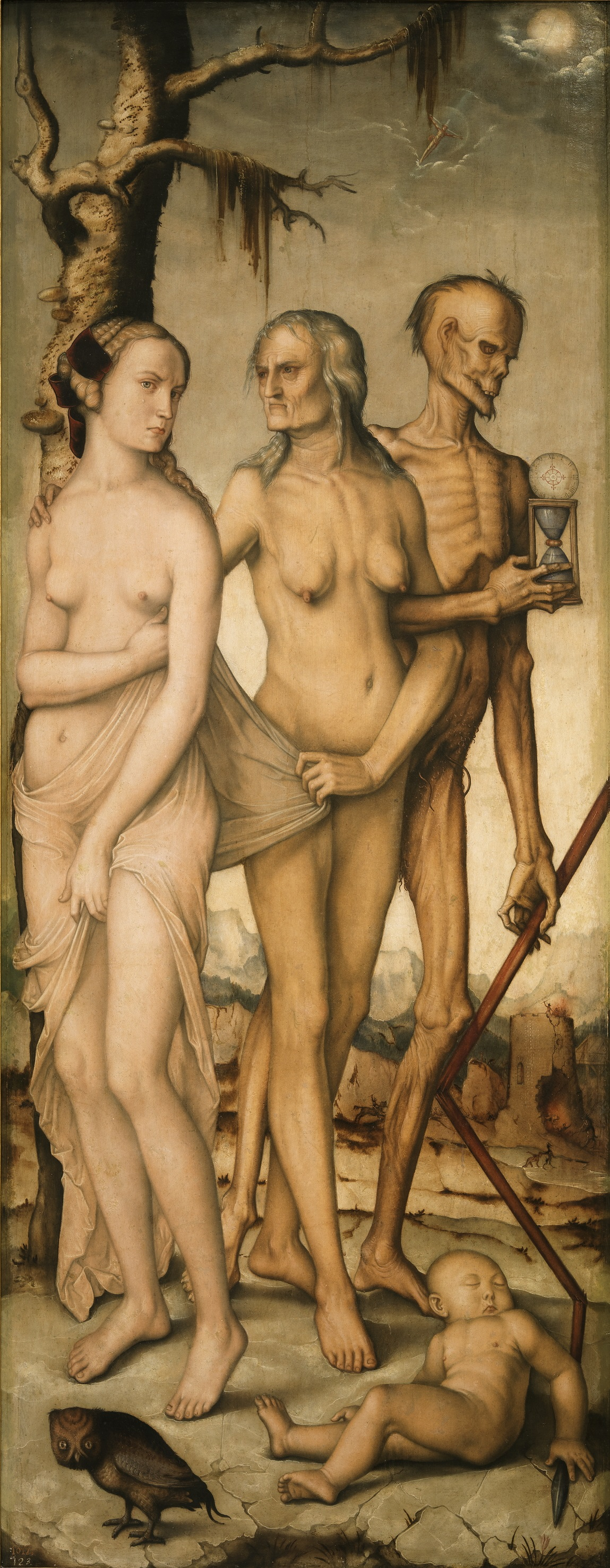
Las Edades y la Muerte, 1541-1544, de Hans Baldung Grien.

La colección germana del Prado, aunque no muy amplia cuantitativamente, cuenta sin embargo con piezas de gran calidad, entre ellas cuatro obras fundamentales del mayor pintor alemán, Alberto Durero (Albrecht Dürer): Adán y Eva, Autorretrato junto a la ventana y Retrato de desconocido. Asimismo, hay ejemplos de la obra de Lucas Cranach el Viejo (Virgen con el Niño Jesús, san Juanito y ángeles, así como dos escenas de cacería) (un retrato de Juan Federico "Magnánimo", elector de Sajonia, adquirido en 2001 y entonces atribuido a él actualmente se considera obra de su taller), Hans Baldung Grien (dos notables alegorías, Las Edades y la Muerte y La Armonía o Las tres Gracias) y Christoph Amberger (El orfebre de Augsburgo, Jörg Zörer, de 41 años y La esposa de Jörg Zörer, con 28 años, que comúnmente se le atribuyen, aunque algún crítico los considera de calidad insuficiente para ser suyos). El Museo posee asimismo un San Jerónimo de Israhel van Meckenem el Joven, donado en 1894 por la marquesa viuda de Cabriñana, un retrato de Federico III, emperador de Alemania, atribuido con dudas a Hans Wertinger, Leda y el cisne, de Georg Pencz, donado por Manuel González López en 1984, y un Bautismo de Cristo de Christoph Schwarz, donado en 1889 por la duquesa viuda de Pastrana, que estuvo atribuido hasta 2009 al neerlandés Lambert Sustris, quien al igual que él trabajó durante algunos años en el obrador de Tiziano en Venecia.

### Barroco
La representación de este estilo es de menor entidad, cuantitativa y cualitativamente. Entre las obras figura Ceres en casa de Hécuba, de Adam Elsheimer, pintor del que había en la Colección Real una segunda pieza, Judit y Holofernes, que había pertenecido al igual que la anterior a Rubens y que fue asimismo adquirida por Felipe IV en su almoneda. Sin embargo, esta pintura fue expoliada por José Bonaparte y actualmente se conserva en el Museo Wellington de Apsley House, Londres. Por otro lado se cuenta con un Retrato de enano de Johann Klosterman (también conocido como John Closterman), siete pinturas (dos de ellas de atribución dudosa) de Philipp Peter Roos, llamado Rosa da Tivoli (españolizado como Rosa de Tívoli), un Florero de Franz Werner von Tamm, adquirido por Felipe V e Isabel de Farnesio en 1722 en la almoneda de la colección Maratta, y dos paisajes de Jan Christian Vollardt fechados en 1758, procedentes del legado Fernández Durán (1930).

### Neoclasicismo

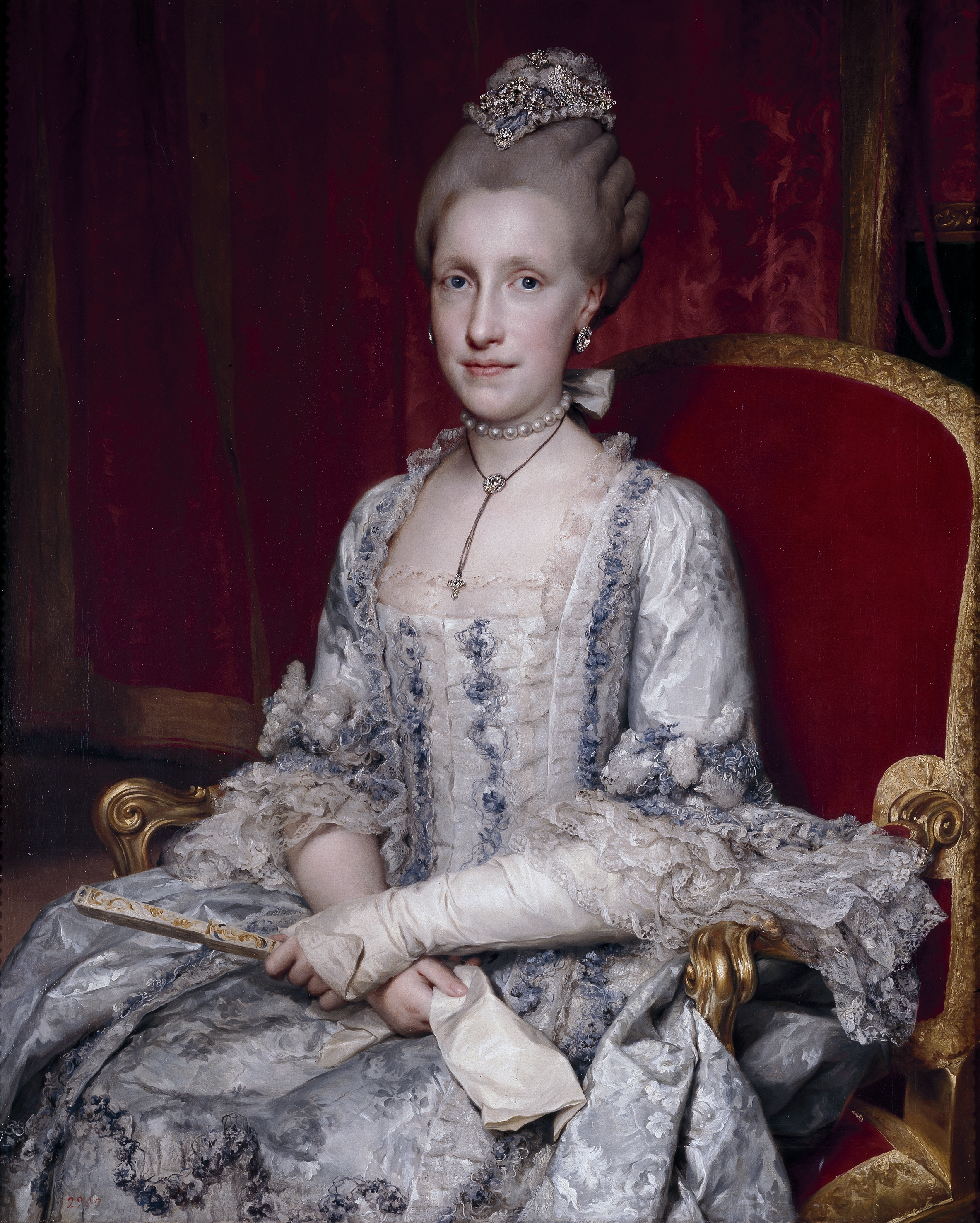
María Luisa de Borbón, gran duquesa de Toscana, 1770, por Anton Raphael Mengs.

Del neoclásico Anton Raphael Mengs, que fue nombrado Primer Pintor del rey Carlos III y trabajó en la Corte entre 1761 y 1769 y de 1774 a 1776, el Museo posee una amplia colección, siendo el pintor de esta escuela del que tiene mayor número de obras: veintinueve (una de atribución dudosa). Fundamentalmente se trata de retratos de miembros de la Familia Real (o de su entorno, como el Retrato de José Nicolás de Azara, adquirido en 2012), aunque también hay un autorretrato, el retrato de El padre Francesco Pepe y algunos cuadros de tema religioso. A ellos se suman un San Sebastián, de Gottlieb Schick, donado en 2015 por Pablo de Jevenois; un Caballero desconocido, de autor anónimo, y un Retrato de caballero, igualmente anónimo, del legado Fernández Durán. Dentro del ámbito germánico se cuenta también con un lienzo de la suizo-austriaca Angelica Kauffmann: Anna von Escher van Muralt, ingresado en 1926 con el legado Luis de Errazu.

### Siglo XIX
El único ejemplo de pintura decimonónica alemana en el museo (aparte de la obra de Schick, datada entre 1798 y 1802) es un retrato de la infanta Paz de Borbón realizado por Franz von Lenbach, donado por el Ayuntamiento de Madrid en 1894.

## Pintores representados (lista no completa)
Los años de adquisición anteriores a 1819 hacen referencia al ingreso en la Colección Real. 
| Nombre                                               | Año de nacimiento | Año de defunción | Número de obras | Años de adquisición                     | Notas                                                          | Referencias          |
| ---------------------------------------------------- | ----------------- | ---------------- | --------------- | --------------------------------------- | -------------------------------------------------------------- | -------------------- |
| Amberger, Christoph                                  | 1505 (c.)         | 1561/1562        | 2               |                                         |                                                                | [ 2 ]                |
| Baldung Grien, Hans (Hans Baldung)                   | 1484-1485 (c.)    | 1545             | 2               |                                         |                                                                | [ 3 ]                |
| Cranach el Viejo, Lucas                              | 1472              | 1553             | 3               | 1988 (1)                                |                                                                | [ 4 ]                |
| Durero, Alberto (Albrecht Dürer)                     | 1471              | 1528             | 4               |                                         |                                                                | [ 5 ]                |
| Elsheimer, Adam                                      | 1578              | 1610             | 1               |                                         |                                                                | [ 1 ]                |
| Kauffmann, Angelica                                  | 1741              | 1807             | 1               | 1926                                    |                                                                | [ 6 ]                |
| Klosterman, Johann (John Closterman)                 | 1660              | 1711             | 1               |                                         | Antiguamente atribuida a Sebastián Muñoz y Michel-Ange Houasse | [ 7 ]                |
| Lenbach, Franz von                                   | 1836              | 1904             | 1               | 1894                                    |                                                                | [ 8 ]                |
| Meckenem el Joven, Israhel van                       | 1440 (c.)         | 1503             | 1               | 1894                                    |                                                                | [ 9 ]                |
| Mengs, Anton Raphael                                 | 1728              | 1779             | 29              | 2002 (1), 2005 (1), 2012 (1) y 2017 (1) | Una de atribución dudosa                                       | [ 10 ] [ 11 ] [ 12 ] |
| Pencz, Georg                                         | 1500 (c.)         | 1550             | 1               | 1984                                    |                                                                | [ 13 ]               |
| Roos, Philipp Peter (Rosa da Tivoli, Rosa de Tívoli) | 1657              | 1706             | 7               |                                         | Dos de atribución dudosa                                       | [ 14 ]               |
| Schick, Gottlieb                                     | 1776              | 1812             | 1               | 2015                                    |                                                                | [ 15 ]               |
| Schwarz, Christoph                                   | 1548 (c.)         | 1592             | 1               |                                         | Hasta 2009 atribuida a Lambert Sustris                         | [ 16 ]               |
| Tamm, Franz Werner von                               | 1658              | 1724             | 1               | 1722                                    |                                                                | [ 17 ]               |
| Wertinger, Hans                                      | 1465/1470 (c.)    | 1533             | 1               |                                         | Atribución dudosa                                              | [ 18 ]               |

## Galería

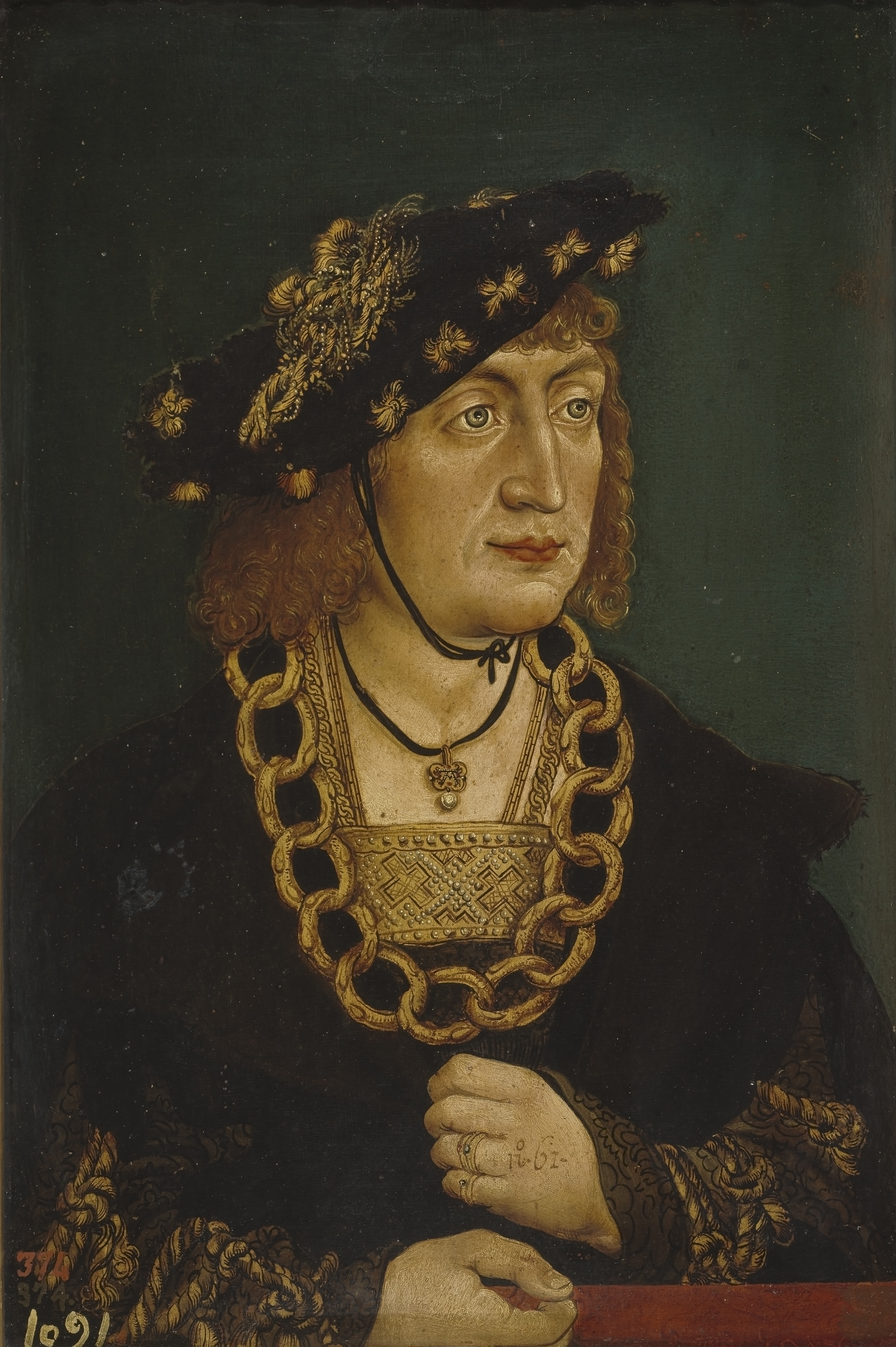
Federico III, emperador de Alemania. Hans Wertinger (atribución dudosa).
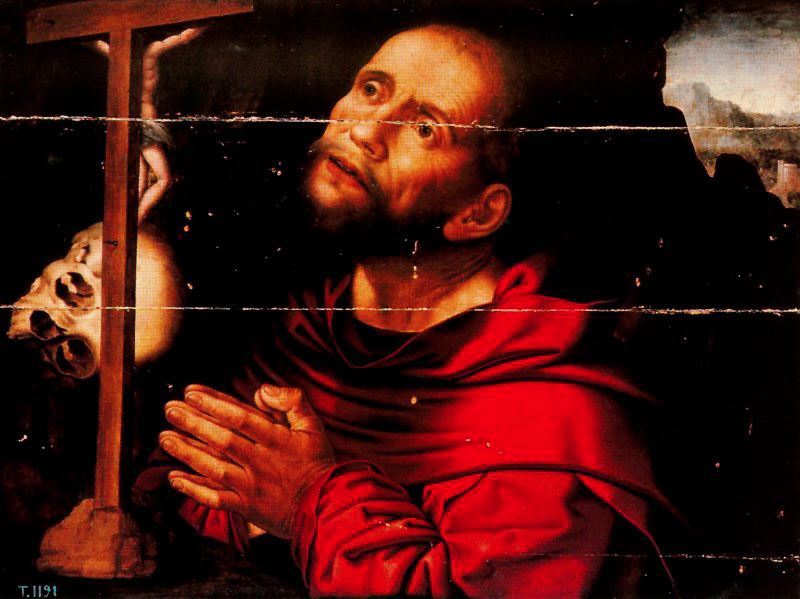
San Jerónimo, Israhel van Meckenem el Joven (donación de la marquesa viuda de Cabriñana).
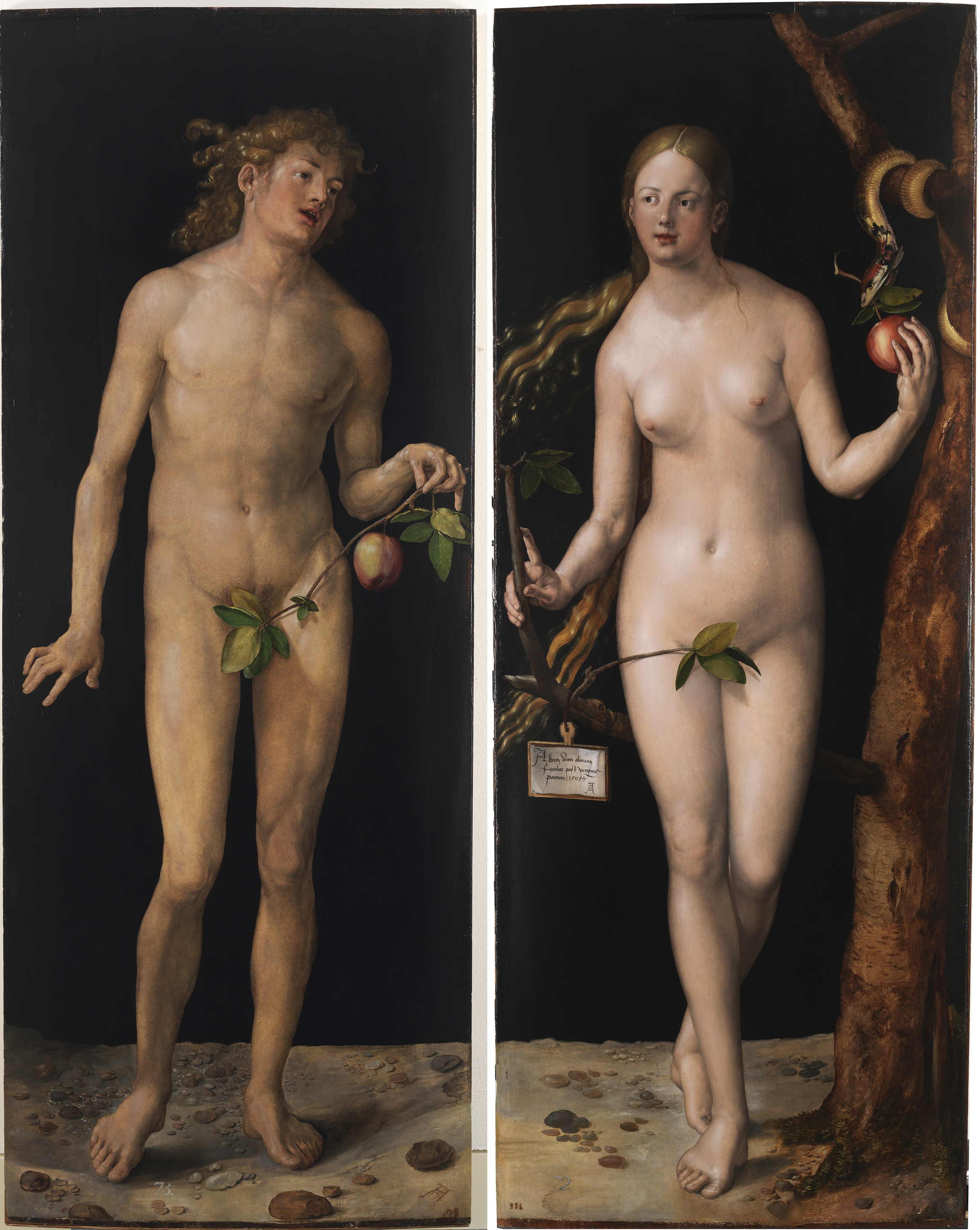
Adán y Eva, pareja de tablas de Durero. 1507.
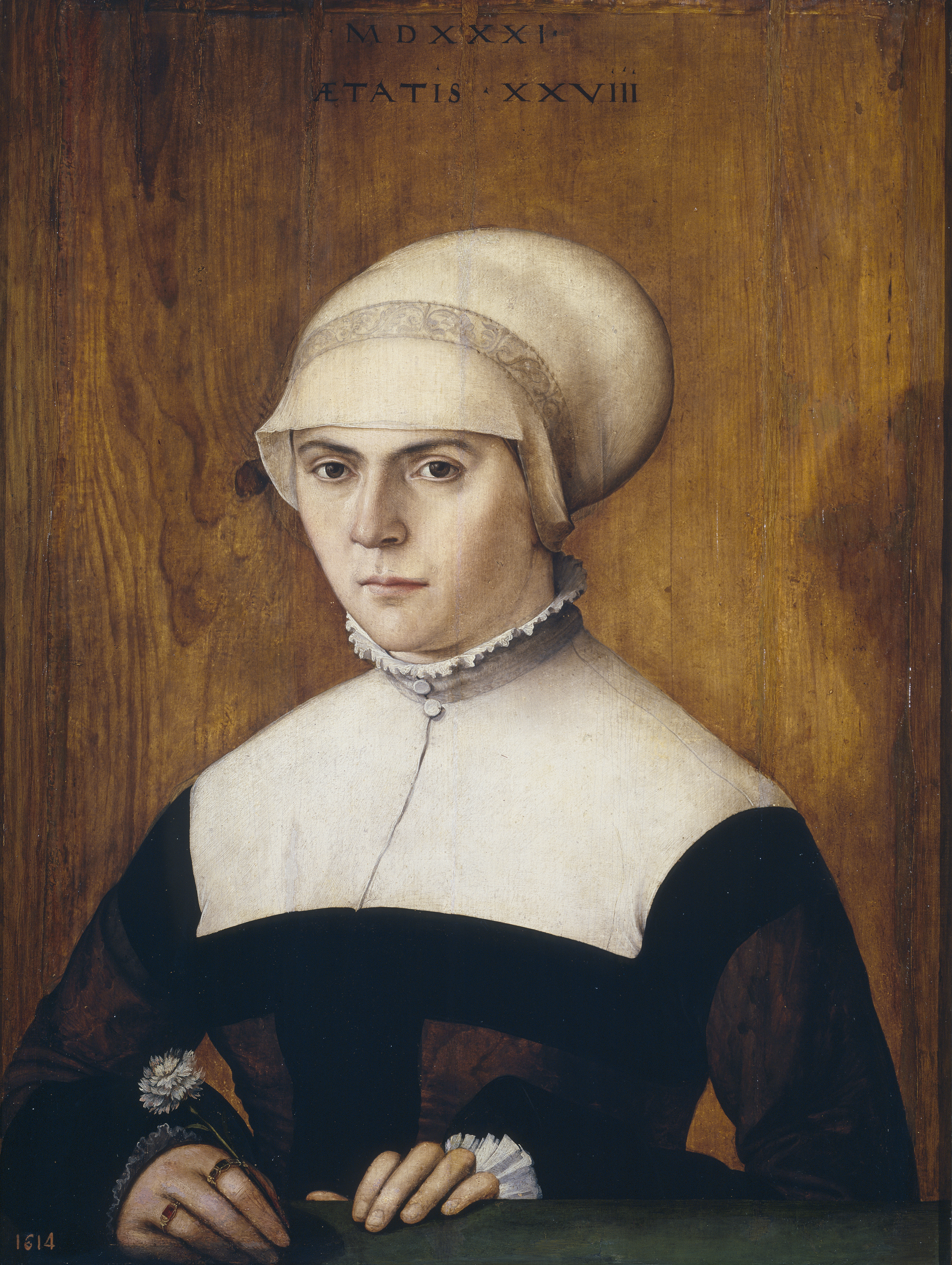
La esposa de Jörg Zörer (?). Christoph Amberger, 1531.
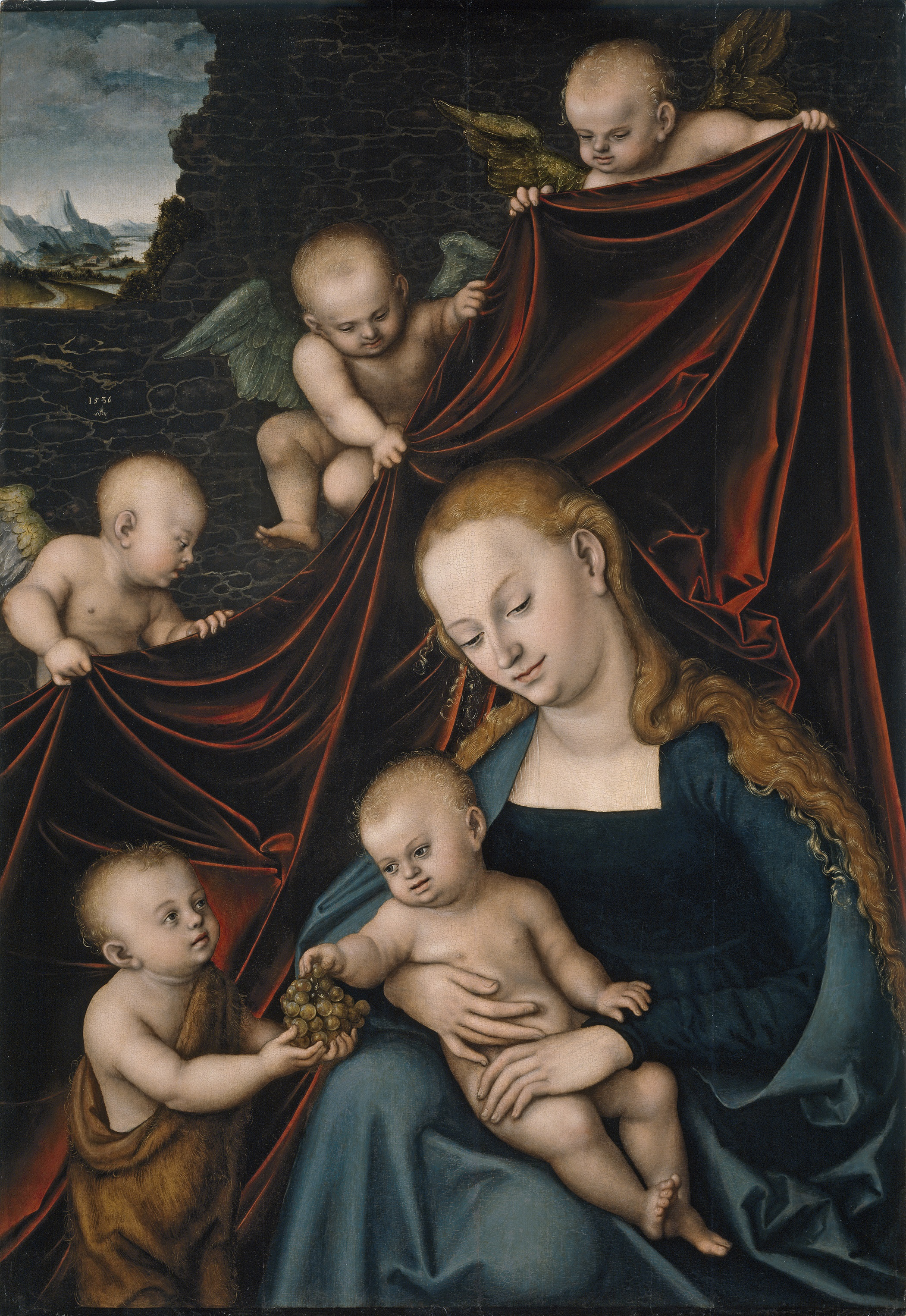
Virgen con el Niño Jesús, san Juanito y ángeles. Lucas Cranach el Viejo, 1536.
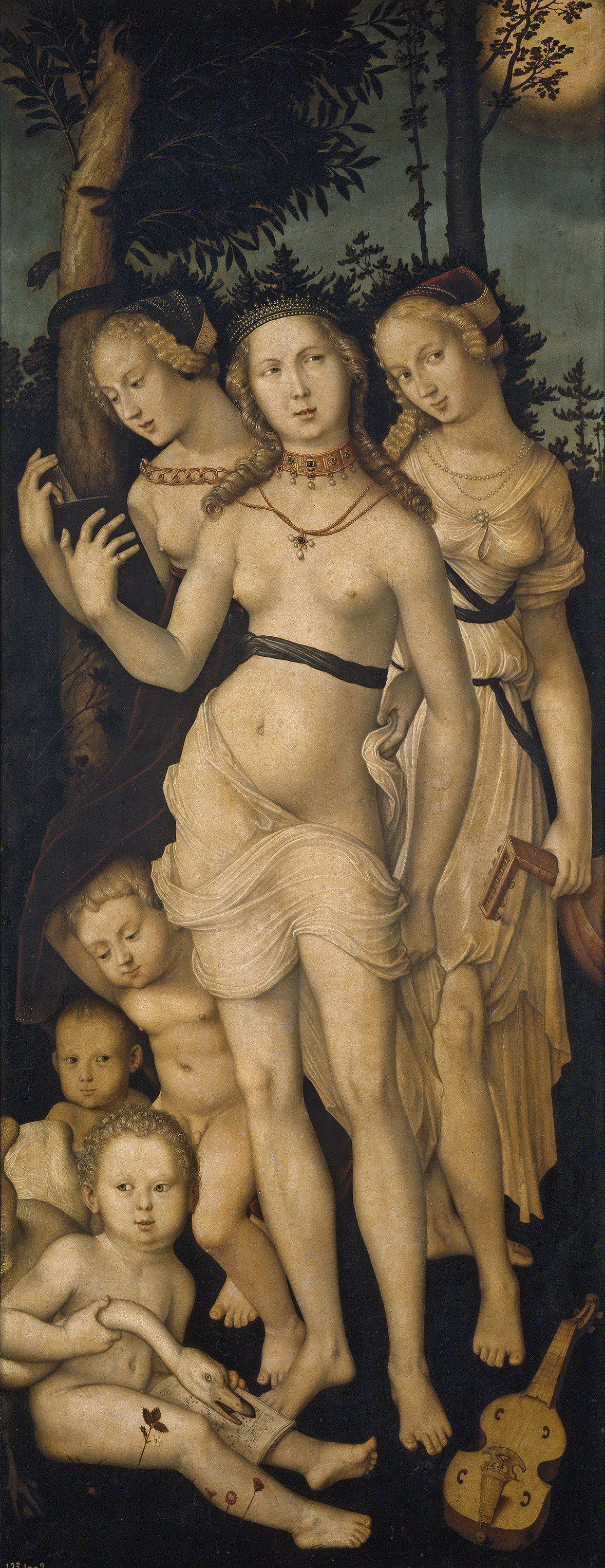
La Armonía, o Las tres Gracias. Hans Baldung Grien, 1541-1544.
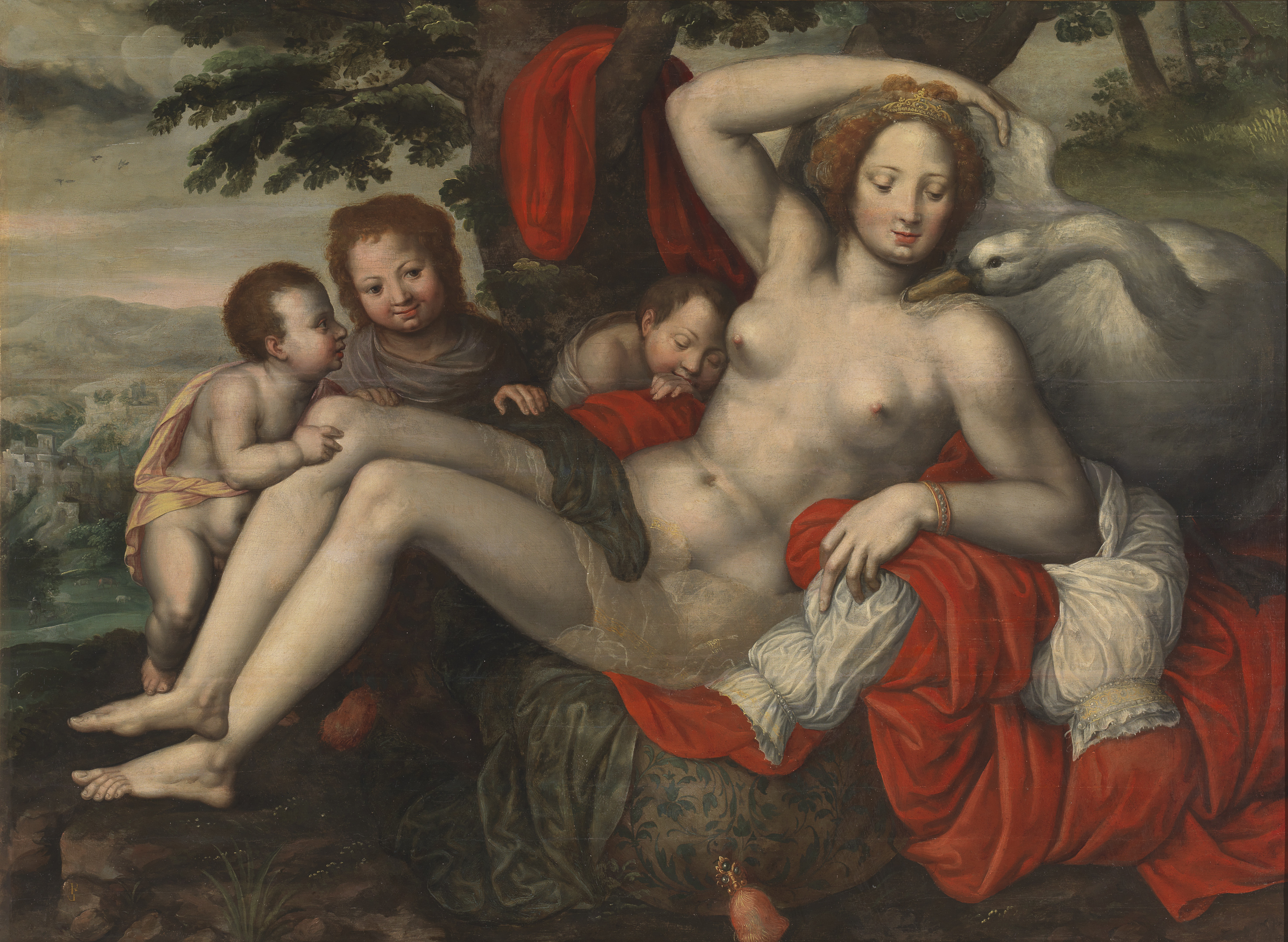
Leda y el cisne, de Georg Pencz (donación de Manuel González López).
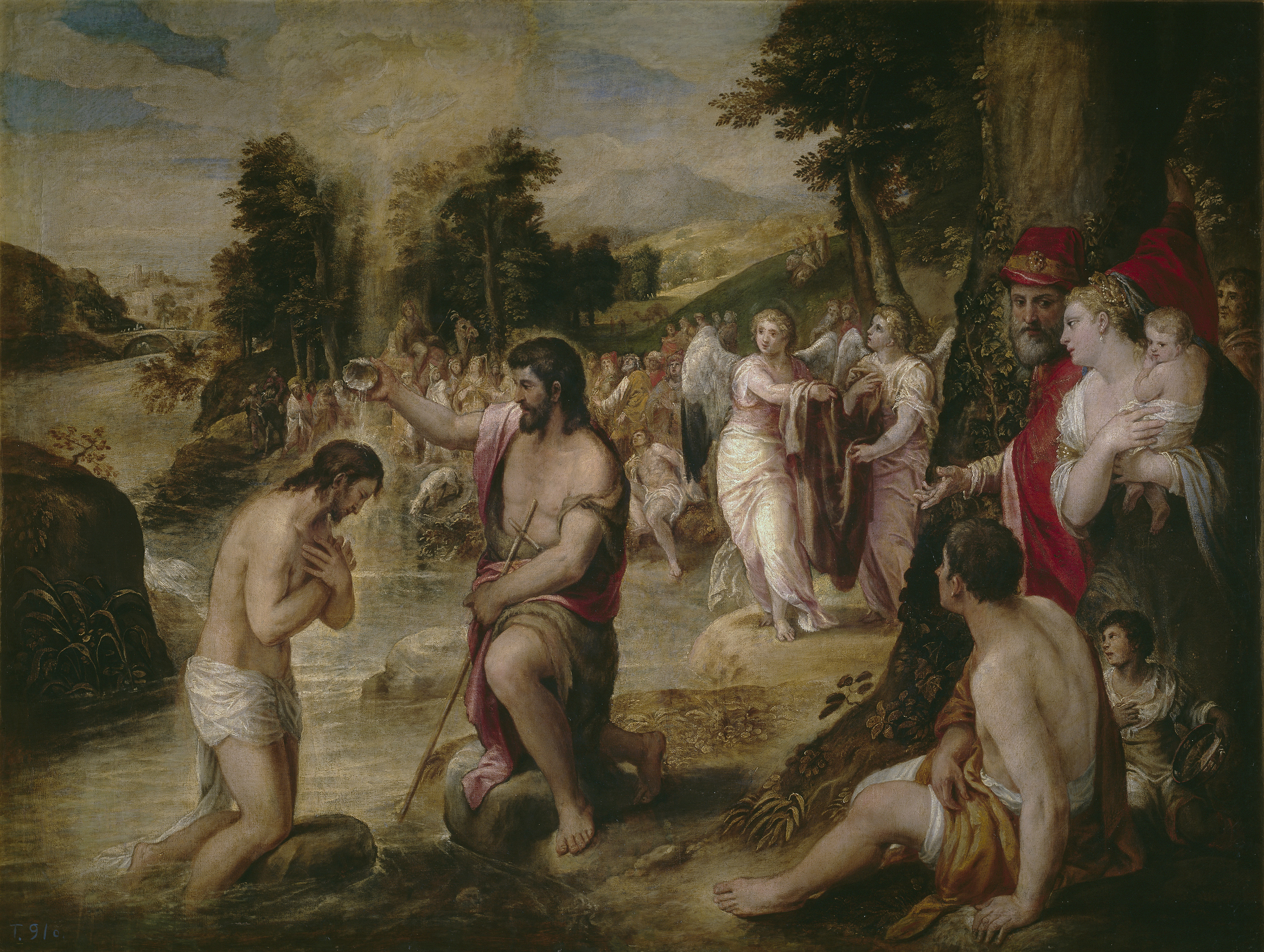
Bautismo de Cristo. Christoph Schwarz, 1575-1580 (donación de la duquesa viuda de Pastrana.
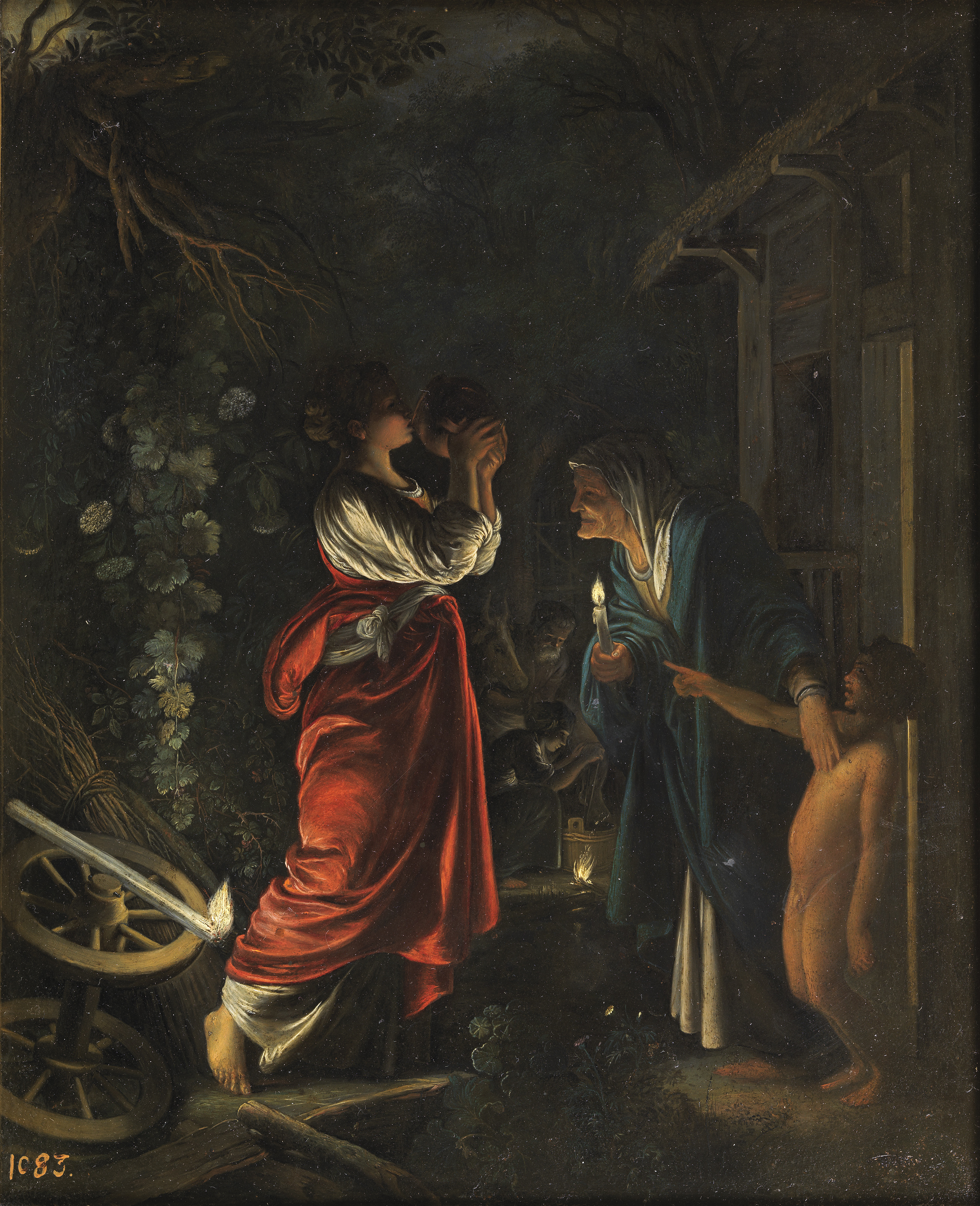
Ceres en casa de Hécuba, óleo sobre cobre de Adam Elsheimer, c. 1605.
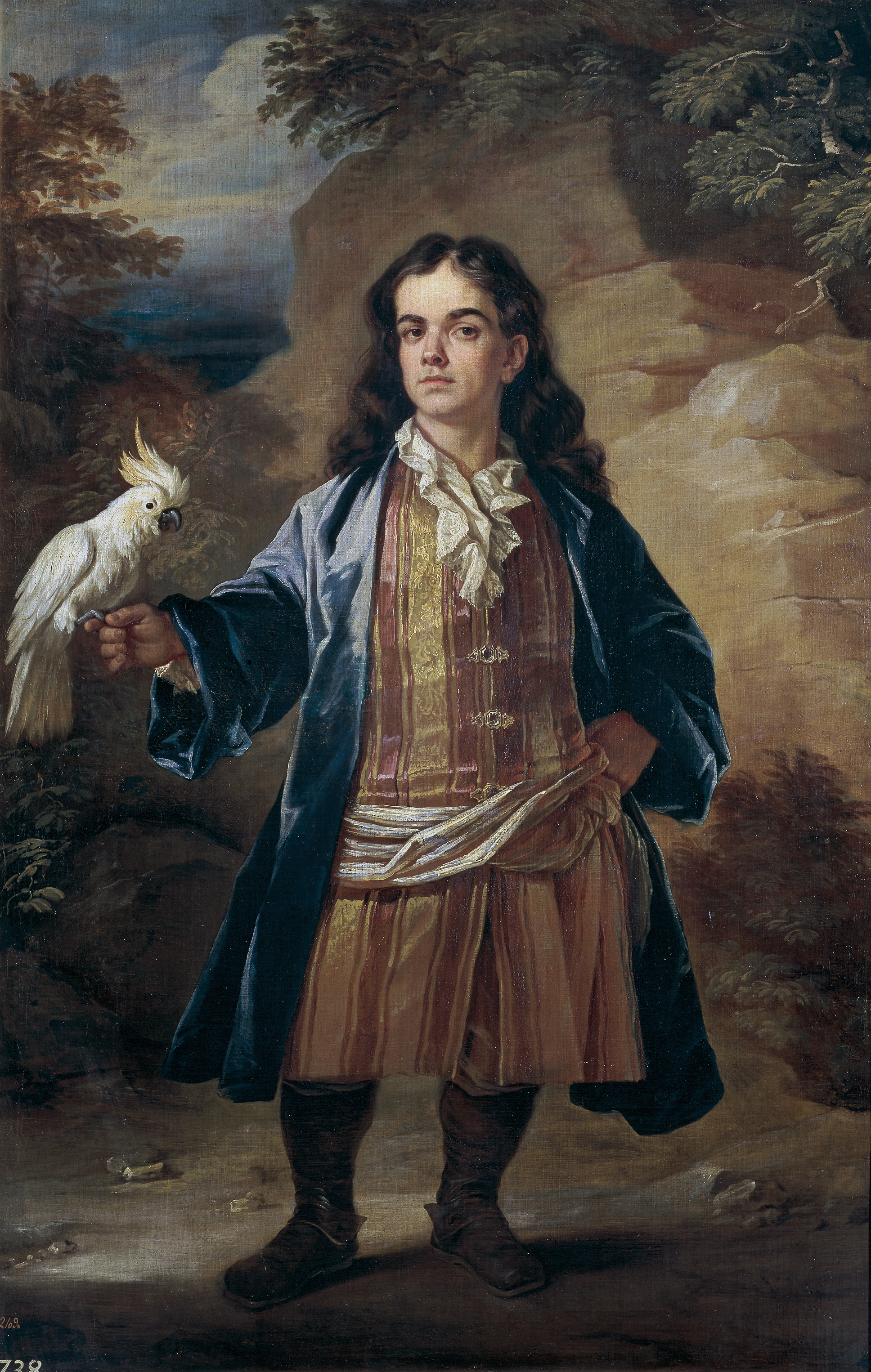
Retrato de enano. Johann Klosterman, finales del siglo XVII.
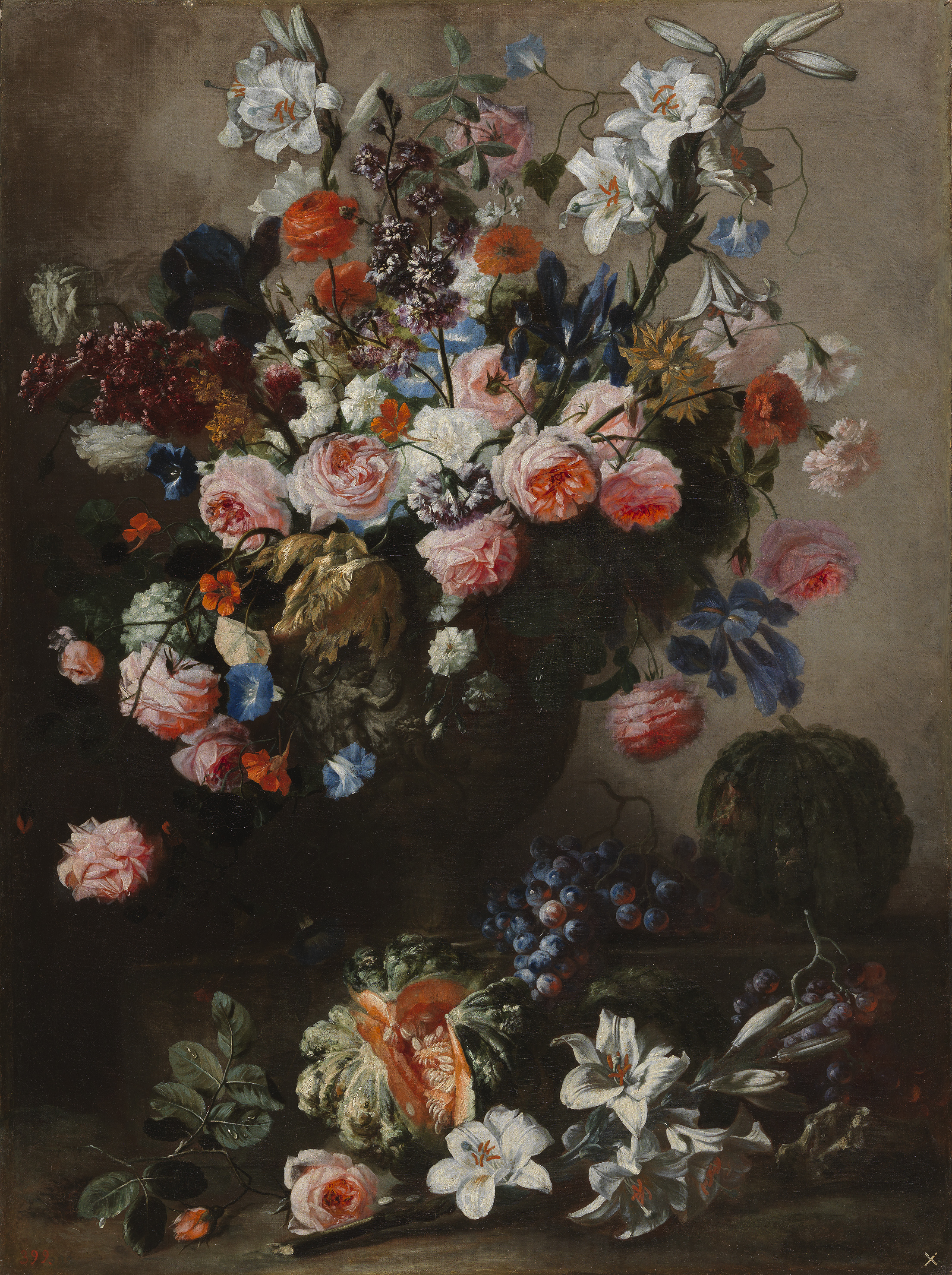
Florero, Franz Werner von Tamm.
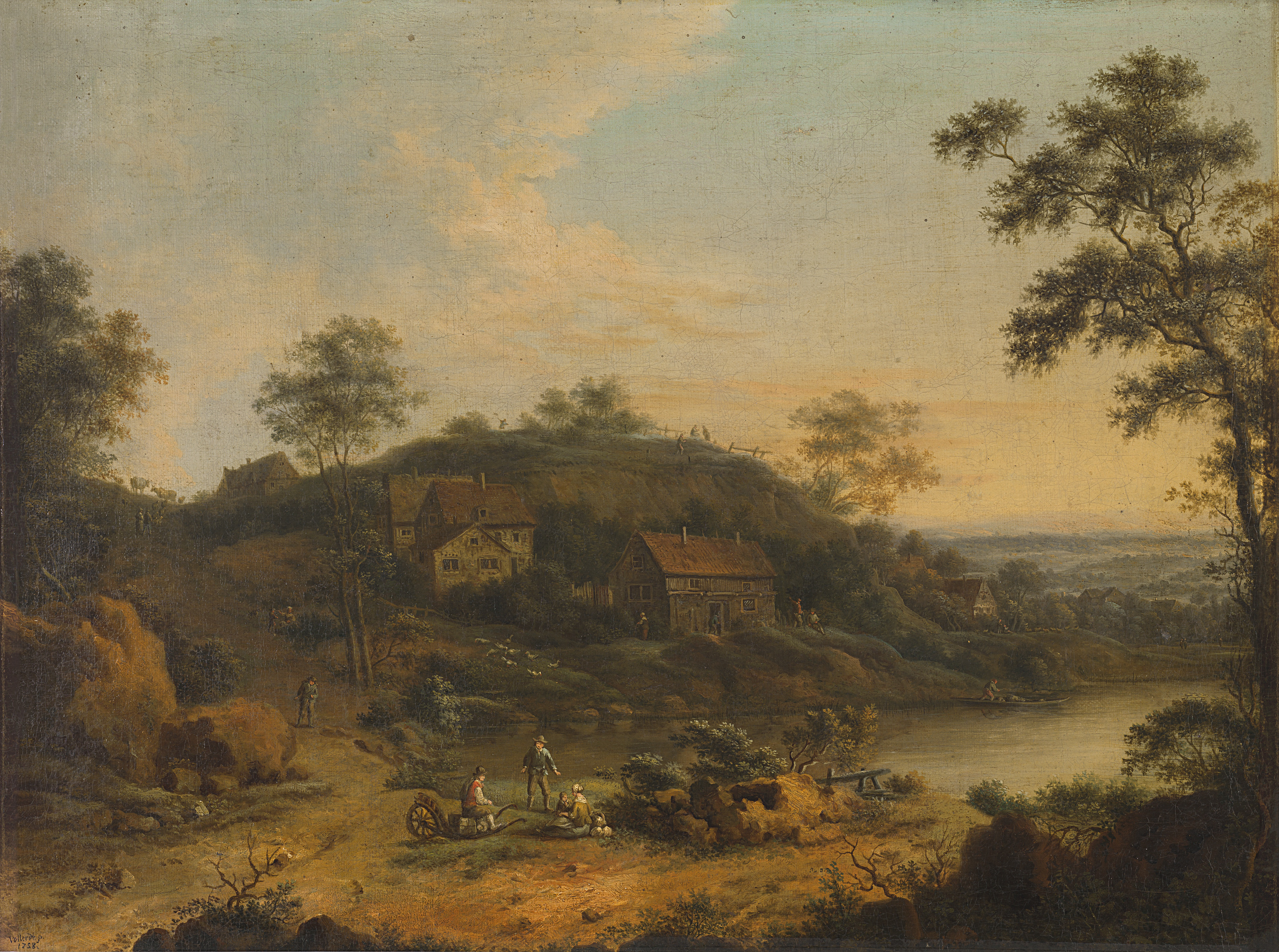
Paisaje, 1758, Jan Christian Vollardt (legado Fernández Durán).
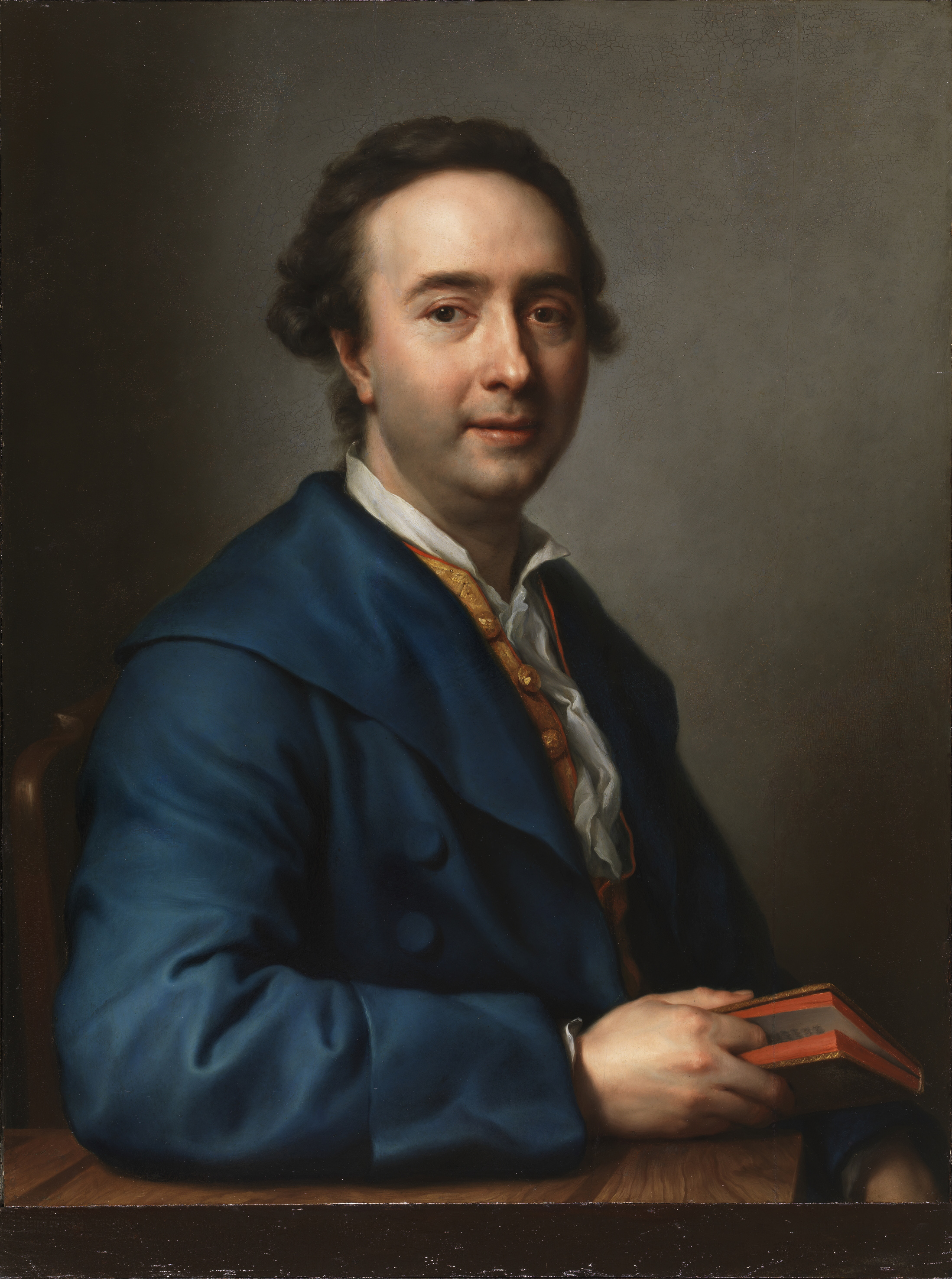
Retrato de José Nicolás de Azara, por Anton Raphael Mengs, 1774.
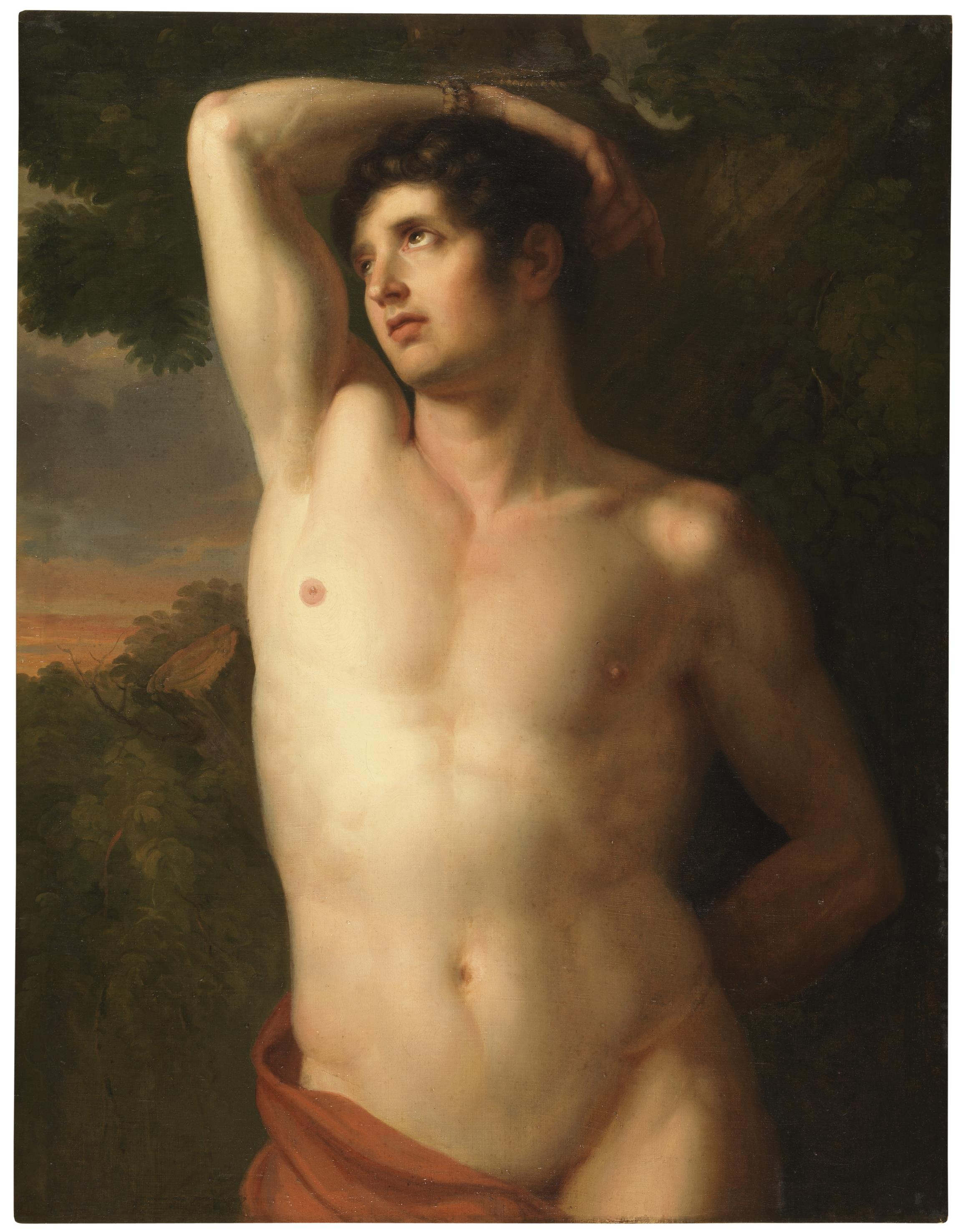
San Sebastián, de Christian Gottlieb Schick, 1798-1802. Donación Pablo de Jevenois.
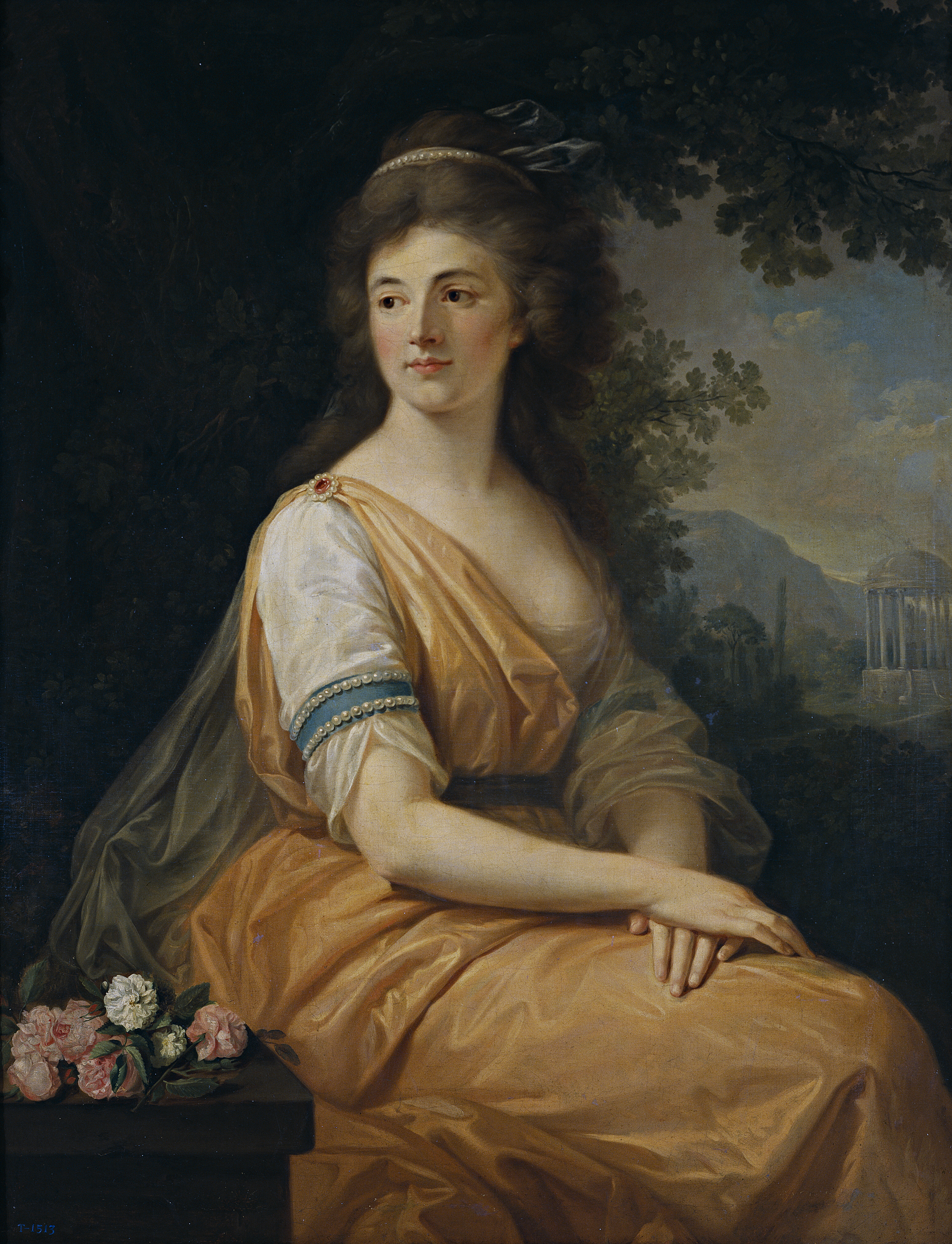
Anna von Escher van Muralt, c. 1800, Angelica Kauffmann (legado Luis de Errazu).
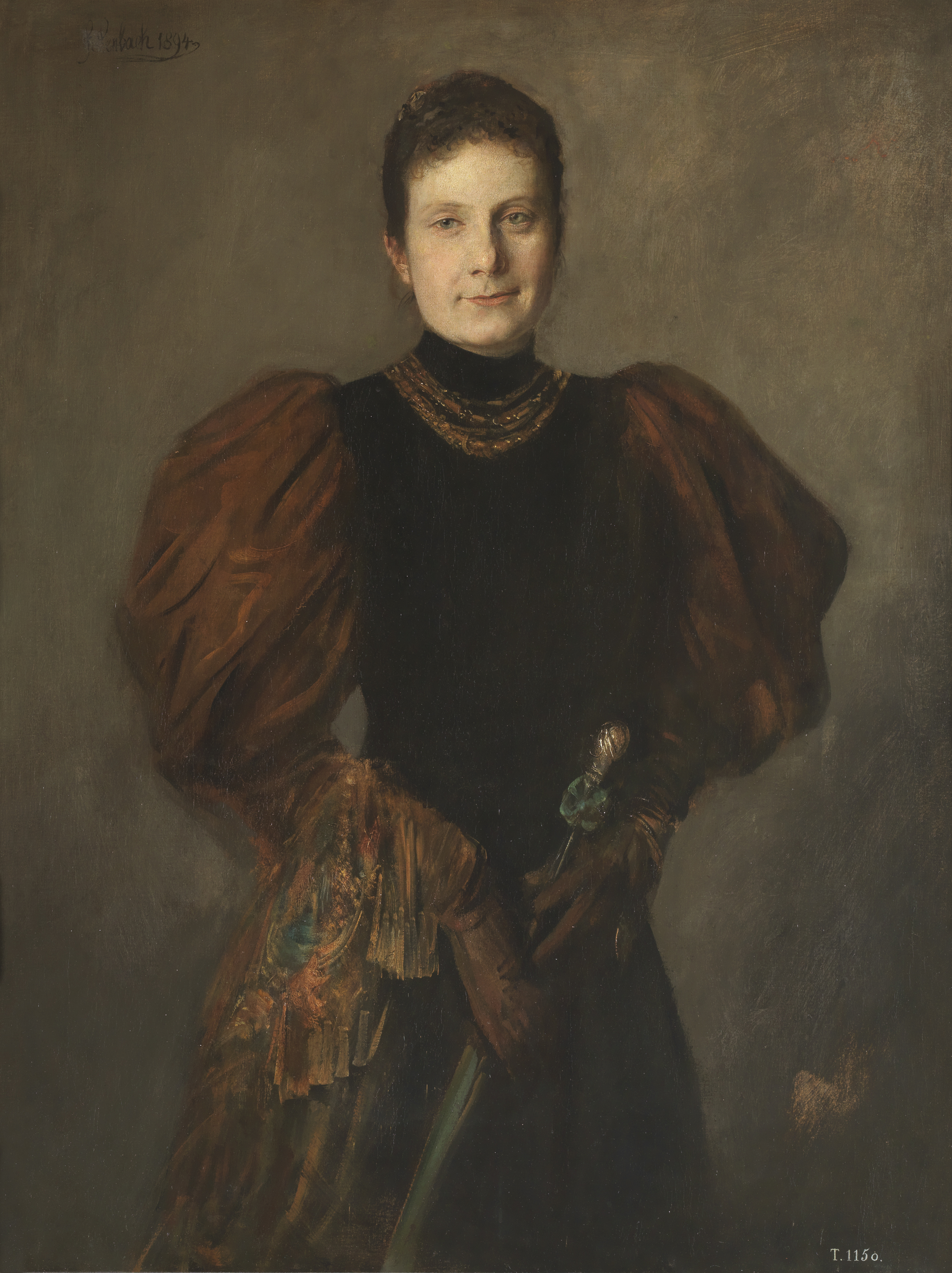
La infanta María de la Paz de Borbón, hija de Isabel II. Franz von Lenbach, 1894, donación del Ayuntamiento de Madrid.